# Juan Bohón
Juan Bohón (Rioseco de Soria, c. 1514-Valle de Copiapó, 17 de diciembre de 1548) fue un capitán y conquistador español, regidor del cabildo de Santiago y fundador de la ciudad de La Serena.

## Biografía

### Primeros años
No existe claridad sobre su fecha de nacimiento ni su origen real; distintos historiadores señalan su origen como sajón, flamenco o inglés. Cuando el 21 de mayo de 1534, en Toledo, recibió permiso para ir a América, en una de las naves en que viajaba Hernando Pizarro o gente de Diego de Almagro hacia el Perú, se sabe que era vecino de Rioseco de Soria en la zona de León. 

### En América
El 6 de octubre del mismo año se embarcó en el nao que pertenecía a Ginés de la Riva y hay constancia de que estuvo en Lima unos dos años después; así surge de una escritura pública firmada por él el 30 de junio de 1536, con la que se comprometía a prestar 1035 pesos oro (valor: aprox. 5 kg de oro fino) al rey de España.
Después de participar en la conquista fallida en el Gran Chaco bajo el mando de Diego de Rojas, se unió al conquistador Pedro de Valdivia en abril/mayo de 1540 cerca de Tarapacá con unos 60 hombres que dirigió para conquistar Chile. Se dice que Bartolomé Flores, que venía de Núremberg, estuvo en su grupo.
En Chile estuvo entre los fundadores de la nueva colonia y ciudad de Santiago del Nuevo Extremo, ocupando importantes cargos públicos en la administración colonial; el 7 de marzo de 1541, pocas semanas después de la fundación de la ciudad, fue nombrado regidor, asumiendo el cargo el 11 de marzo, mientras el 29 de diciembre de 1543 fue elegido nuevamente en dicho cargo. En 1544 el gobernador Pedro de Valdivia lo envió con diez soldados a fundar un segundo asentamiento en el Valle de Coquimbo y establecer unos descansos, llamados tambos, en el camino a Perú para facilitar la conexión entre Lima y Santiago. A fines de 1544, a unos 500 km al norte de Santiago, fundó el asentamiento de Villanueva de La Serena en la desembocadura del río Elqui.
En 1547 Juan Bohón fue al Perú con Pedro de Valdivia para intervenir allí en la guerra civil del lado de la corona española. Valdivia jugó un papel decisivo en la derrota de los rebeldes en la Batalla de Jaquijahuana (abril de 1548) y fue recompensado con la confirmación de su título de gobernador de Chile. Luego envió a Juan Bohón de regreso a Chile con 32 soldados para construir un fuerte en el valle de Copiapó para reforzar la seguridad del camino entre La Serena y el Perú. 

## Muerte
El 17 de diciembre de 1548 el fuerte de Juan Bohón en la orilla del río Copiapó fue emboscado por indígenas locales, todos sus compañeros fueron asesinados y él hecho prisionero; desnudo y con una cruz colgada del cuello, fue llevado por el valle de Copiapó para ser ridiculizado y finalmente colgado de un árbol.
Tuvo un hijo también llamado Juan Bohón (fallecido en 1591), mestizo que al igual que su padre ocupó importantes cargos en la administración colonial chilena.